# کولومیتسوو (شهرستان پروخوروفسکی، استان بلگورود)
کولومیتسوو (انگلیسی: Kolomytsevo, Prokhorovsky District, Belgorod Oblast) یک شهرک در بخش پروخوروفسکی استان بلگورود کشور روسیه است.